# Société Astra
La Société Astra des Constructions Aéronautiques fu una azienda aeronautica francese fondata nei primi anni del XX secolo ed attiva nella progettazione e produzione di palloni aerostatici, dirigibili ed aerei.

## Storia
La Société Astra des Constructions Aéronautiques viene fondata nel 1908 su iniziativa di Henry Deutsch de la Meurthe dopo che questi aveva acquistato lo studio di progettazione (ateliers) di Édouard Surcouf a Billancourt.

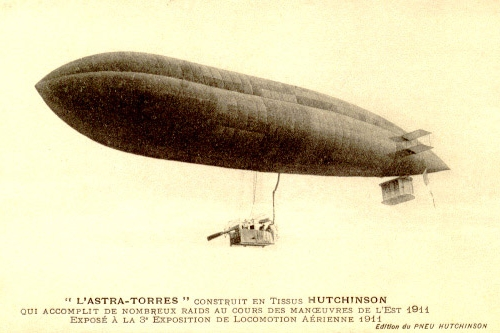
Dirigibile Astra-Torres nel 1911.

Inizialmente rivolge la sua produzione nel campo dei più leggeri dell'aria, settore in cui sarà svolta la sua principale attività, realizzando la serie di dirigibili Astra-Torres, tuttavia dal 1909, valutando che vi fosse un crescente interesse per le imprese dei Fratelli Wright, decise di acquistare una licenza di produzione per i loro pionieristici aerei biplani.
Nel 1912 vennero realizzati i primi modelli di propria concezione, l'Astra C e l'Astra CM.
Nel 1921 l'azienda si fuse con la Société Anonyme des Établissements Nieuport dando origine alla Nieuport-Astra.